# 게미나 제14군단
게미나 제14군단(라틴어: Legio XIIII Gemina), 공식적으로는 14군단 게미나 마르티아 빅트릭스(라틴어: Gemiona Martia Victrix)는 제정 로마 시대의 로마 군단 중 하나로 로마 공화정 말기에 옥타비아누스에 의해 기원전 41년 설립되어, 5세기 중반까지 지속되었다.
‘게미나’라는 이름은 라틴어로는 ‘쌍둥이’를 가리키며, 원래 이 군단은 2개 있었던 것이 1개로 통합된 것으로 생각되며, 아마 그중 하나는 웰킨게트릭스의 알레시아 전투에 참가한 가이우스 율리우스 카이사르의 제14군단이 아닌가 추측되고 있다. ‘마르티아 위트릭스’라는 이름은 부디카의 반란진압의 활약으로 네로 황제가 명명한 것이다. 군단의 문장은 나중에 아우구스투스가 된 옥타비아누스가 설립한 다른 군단과 마찬가지로 염소자리이다.

## 역사

### 율리우스 카이사르의 치세
제14군단은 카이사르가 갈리아를 습격하고 정복하는 동안 갈리아 키살피나에서 처음 길러졌다. 그들의 입대 기간은 다른 공화당 군단과 마찬가지로 16년이었다(오거스터스는 이를 20년으로 늘렸다). 처음 몇 년 동안, 군단은 전투와 습격을 하는 동안 진영을 보호하기 위해 자주 뒤에 남겨졌다. 암비오릭스의 반란 동안 아투아투카(오늘날 벨기에 통에런 근처)에서 초기 파괴 후 즉시 복원되었다. 암비오릭스 휘하의 에부로네족이 카티볼쿠스와 함께 아투아투카에서 학살을 당한 후 수년 동안 그들은 불운한 군단으로 여겨졌지만, 그들의 명예는 그들의 아퀼리퍼 인 루시우스 페트로시 디우스의 노력으로 보존되었다.

## 게르마니쿠스의 치세
이 군단은 게르마니쿠스 시저 장군 휘하에서 게르만 지도자 아르미니우스와 싸웠다. 이 캠페인이 시작되기 10년 전, 아르미니우스는 로마 군사 역사상 가장 큰 재앙 중 하나인 토이토부르크 숲 전투에서 3개 군단 전체를 소탕하는 데 성공했다. 군단은 게르마니쿠스의 승리를 확보했고, 그의 양아버지이자 친삼촌인 티베리우스 황제로부터 승리를 거머쥐었다.

### 브리타니아 침공
서기 9년부터 게르마니아 수페리오르의 모군티아쿰에 주둔한 게미나 제14군단은 서기 43년에 로마가 영국을 침공할 때 아울루스 플라우티우스와 클라우디우스가 사용한 4개 군단 중 하나였다. 그것은 바틀링 스트리트의 만체터에 군단 요새를 건설했으며, 서기 58년경에는 록스터로 기지를 옮겼다.
제14군단은 60년이나 61년에 부디카의 패배에 참여했다. 바틀링 스트리트 전투에서 제14군단은 타키투스와 디오에 따르면 1만명의 군단병과 보조부대에 불과한 부디카의 군대 23만 명을 패배시켰다. 이 전공으로 14군단은 네로 황제의 “가장 효과적인” 군단이 되었으며, 불안한 부족을 견제하기 위해 다음 몇 년 동안 영국에 주둔시켰다.
67년에 네로 황제가 계획했지만, 실현되지 못한 파르티아 원정을 준비하기 위해 군단이 발칸 반도에 파견되었다.

### 라인 반란
서기 89년에 게르마니아 수페리오르의 총독 루키우스 안토니우스 사투르니누스는 제14군단과 라팍스 제21군단의 지원을 받아 도미티안에게 반란을 일으켰지만, 반란은 진압되었다.
제21군단이 92년에 손실되었을 때, 게미나 제14군단은 이를 대체하기 위해 판노니아로 파견되어 빈도보나(비엔나)에 진영을 꾸렸다. 사르마티아인과의 전쟁과 트라야누스의 다키아 전쟁(AD 101–106년) 후, 군단은 카르눈툼으로 옮겨져 3세기 동안 머물렀다. 14세의 일부 분노 또는 소단위는 안토니누스 피우스 휘하의 마우리족과의 전쟁에서 싸웠고, 군단은 루키우스 베루스 황제의 파르티아 전역에 참여했다. 마르코만니족과의 전쟁 중 마르쿠스 아우렐리우스 황제 카르눈툼에 본사를 두고 있다.

### 셉티미우스 세베루스 지원
서기 193년, 페르티낙스가 사망한 후 14대 사령관 셉티미우스 세베루스는 판노니아 군단과 무엇보다도 그 자신의 군단에게 황제로 칭송을 받았다. 게미나 제14군단은 황제를 위해 로마로 행군하여 찬탈자 디디우스 율리아누스를 공격했으며(193), 찬탈자 페스켄니우스 니게르(194)의 패배에 기여했으며, 제국의 수도 크테시폰(198년)의 약탈로 끝난 파르티아 원정에 참전했을 것이다.

### 황제 후보 지지
발레리아누스의 패배 이후 야기된 혼란에서, 게미나 제14군단은 갈리에누스 황제(260)에 대항하여 찬탈자 갈리아누스를 지지했고, 갈리아 제국의 포스투무스에 대항하여 갈리에누스를 지지하면서 갈리에누스 사후 갈리아 황제 빅토리누스(269~271)로부터 VI 피아 VI 피델리스(6배 충실, 6배 충성)라는 칭호를 얻었다.

## 5세기
5세기 초에 게미나 제14군단은 여전히 카르눈툼에 할당되었다. 군단은 430년대에 다뉴브 국경의 붕괴와 함께 해산되었을 것이다. 노티티아 디그니타툼은 트라키아의 병사들의 고위급 장교 아래 제14(Quartodecimani) 기동야전군(comitatensis) 단위를 나열한다. 이 단위가 게미나 제14군단일 가능성이 있다.